# Плита (геология)
Плита́ — участок земной коры в пределах платформ, покрытый толщей залегающих горных пород — платформенным чехлом. Плиты противопоставляются щитам и массивам — участкам платформ, где платформенный чехол отсутствует и кристаллический фундамент или складчатое основание выходят на поверхность.

## Строение плит

### Структурные этажи
Для плит характерно двухъярусное (иногда трёхъярусное) строение:
- Фундамент[англ.] — нижний, более древний структурный этаж. Он состоит из сильно дислоцированных и метаморфизованных пород. Различают кристаллический фундамент (в пределах древних платформ) и складчатое основание (в пределах молодых платформ).

- Платформенный чехол — верхний, более молодой структурный этаж. Он представляет собой полого залегающую, иногда слабонарушенную толщу. Как правило, чехол сложен неметаморфизованными осадочными горными породами. Из магматических пород чаще всего встречаются траппы, иногда в основании чехла присутствуют вулканиты кислого состава.

Обычно платформенный чехол и фундамент разделены границей резкого регионального несогласия. Иногда между ними присутствует промежуточный структурный этаж и граница между разными ярусами является менее отчётливой. Наличие промежуточного структурного этажа более характерно для молодых платформ.

### Тектонические структуры в пределах плит
В пределах плит выделяют тектонические структуры различного типа:
- Антеклизы — участки поднятия фундамента. В пределах антеклиз фундамент залегает на небольшой глубине, а платформенный чехол имеет небольшую мощность (толщину) — не более 1—2 км в сводовых частях.
- Синеклизы — участки погружения фундамента. В пределах синеклиз фундамент залегает глубже, мощность платформенного чехла составляет обычно 3—5 км, а иногда достигает 25 км.
- Своды и впадины — более мелкие участки поднятия и погружения, выделяемые в пределах антеклиз и синеклиз.
- Авлакогены — древние рифты на поверхности фундамента, погребённые под толщей платформенного чехла.
- Валы — цепочки мелких поднятий (плакантиклиналей), развитые над авлакогенами и разломами фундамента.